# Distretto di Çanakçı
Il distretto di Çanakçı (in turco Çanakçı ilçesi) è uno dei distretti della provincia di Giresun, in Turchia.